# Закон Видемана — Франца
Зако́н Видема́на — Фра́нца — физический закон, утверждающий, что для металлов отношение коэффициента теплопроводности (либо тензора теплопроводности) {\displaystyle K} к удельной электрической проводимости (либо тензору проводимости) {\displaystyle \sigma } пропорционально температуре:
{\displaystyle {\frac {K}{\sigma }}=LT.}
В 1853 году немецкими учёными Г. Видеманом (1826—1899) и Р. Францем (1826—1902) на основании экспериментальных данных было установлено, что для различных металлов при одинаковой температуре отношение {\displaystyle K/\sigma } практически не изменяется. Пропорциональность этого отношения термодинамической температуре была установлена Л. Лоренцем в 1882 году. В его честь коэффициент  {\displaystyle L} носит название числа Лоренца, а сам закон иногда именуют законом Видемана — Франца — Лоренца.
Взаимная связь электрической проводимости и теплопроводности объясняется тем, что оба эти свойства металлов в основном обусловлены движением свободных электронов.
Коэффициент теплопроводности увеличивается пропорционально средней скорости частиц, так как ускоряется перенос энергии. Электропроводность, наоборот, падает, потому что соударения при большой скорости частиц значительно затрудняют перенос заряда.
Друде, применив классическую кинетическую теорию газов, получил
значение коэффициента {\displaystyle L}:
{\displaystyle L=3\left({\frac {k}{e}}\right)^{2}\approx 2{,}22\times 10^{-8}~{\text{W}}\Omega {\text{K}}^{-2},}
где {\displaystyle k} — постоянная Больцмана, {\displaystyle e} — заряд электрона.
В своём первоначальном расчёте Друде ошибся в 2 раза, получив при этом правильный порядок величины. Фактически, классическая статистика даёт результат
{\displaystyle L={\frac {3}{2}}\left({\frac {k}{e}}\right)^{2}\approx 1{,}11\times 10^{-8}~{\text{W}}\Omega {\text{K}}^{-2}.}
Только с помощью квантовой статистики Зоммерфельдом было получено значение коэффициента {\displaystyle L}, хорошо согласующееся с экспериментом:
{\displaystyle L={\frac {\pi ^{2}}{3}}\left({\frac {k}{e}}\right)^{2}\approx 2{,}47\times 10^{-8}~{\text{W}}\Omega {\text{K}}^{-2}.}
Закон Видемана — Франца стал триумфом теории свободных электронов.

## Неточности классической теории
Классическая теория, приводя к практически правильному конечному результату, давала этому неправильную трактовку. В ней пропорциональность между {\displaystyle K} и {\displaystyle \sigma } объяснялась тем, что средняя кинетическая энергия электронного газа равна {\displaystyle {\tfrac {3}{2}}kT}, то есть пропорциональна абсолютной температуре. На самом деле закон объясняется тем, что абсолютной температуре пропорциональна не средняя энергия, а теплоёмкость электронного газа. Классическая теория допускала ошибку, завышая в 100 раз теплоёмкость электронного газа, но эта ошибка случайно компенсировалась другой ошибкой. Скорость электронов, участвующих в теплообмене, определяется их кинетической энергией на поверхности Ферми: {\displaystyle {\sqrt {2E_{F}/m}}}, — тогда как в классической теории считалось, что эта скорость порядка классической средней скорости теплового движения {\displaystyle {\sqrt {3kT/m}}}. Тем самым средний квадрат скорости электронов, участвующих в теплообмене, занижался в 100 раз (так же, как и теплоёмкость), а конечный результат получался правильным.

## Область применимости
Справедливость закона Видемана — Франца не ограничивается теорией свободных электронов Зоммерфельда. В полуклассической теории проводимости показано, что если пренебречь термоэлектрическим полем, то выражение, аналогичное полученному Зоммерфельдом, будет справедливо, если заменить теплопроводность и проводимость на тензоры соответствующих величин. Тем не менее, следует подчеркнуть, что в полупроводниках нет основания ожидать такой простой связи.
Эксперимент свидетельствует о том, что в действительности закон Видемана — Франца хорошо выполняется при высоких (выше комнатной) и низких (несколько кельвинов) температурах. В промежуточной области он несправедлив.
Его применимость связана с применимостью приближения времени релаксации. При строгом выводе этого закона неявно предполагается, что все столкновения упругие, то есть энергия сохраняется при столкновении. Если имеют место неупругие столкновения, то обязательно будут иметь место процессы рассеяния, которые могут уменьшить поток тепла, не уменьшая электрический ток (поток тепла определяется кроме энергии электрона также химическим потенциалом). Если такие процессы дают потери энергии порядка {\displaystyle kT}, как это бывает при промежуточных температурах, то следует ожидать нарушение закона Видемана — Франца.

## Нарушения закона
В 2017 году исследователи из американской Национальной лаборатории в Беркли обнаружили, что диоксид ванадия (VO2), который в нормальных условиях является прозрачным диэлектриком, при повышении температуры выше 67 градусов Цельсия переходит в металлическую токопроводящую фазу. Пребывая в металлическом состоянии, диоксид ванадия хорошо проводит электрический ток, являясь, одновременно, тепловым изолятором.